# Napaktulik Lake
Der Napaktulik Lake (offizieller Name seit 1981) ist ein See im kanadischen Territorium Nunavut. Der See trug früher die Namen Takijuq Lake und Takiyuak Lake. 

## Lage
Der Napaktulik Lake befindet sich in der Tundralandschaft im Norden Kanadas, 200 km östlich des Großen Bärensees sowie 160 km vom Arktischen Ozean entfernt. Der 963 kn² große auf einer Höhe von 381 m gelegene See wird durch eine langgestreckte Halbinsel in zwei Seeteile gegliedert. Die Seelänge beträgt 115 km, die maximale Seebreite 14,5 km. Der Fairy Lake River bildet den Abfluss des Sees an dessen Westufer. Er mündet 25 km westlich des Sees in den Coppermine River.